# HMG-CoA
El HMG-CoA (o 3-hidroxi-3-metilglutaril-coenzima A o β-hidroxi-β-metilglutaril-coenzima A) es un intermedio en la ruta del mevalonato y en la formación de los cuerpos cetónicos. Se forma a partir de acetil-CoA y acetoacetil-CoA por la enzima HMG-CoA sintasa.
Es también un intermedio en el metabolismo de la leucina.

## Ruta del mevalonato

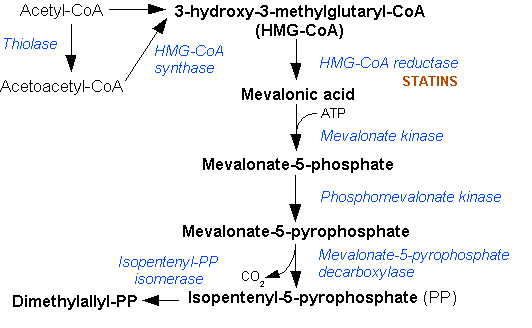
Ruta del mevalonato.

El colesterol se forma a partir de acetil-CoA en 4 fases. La primera de ellas es la denominada como ruta del mevalonato,en la que se utiliza la HMG-CoA para formar mevalonato, el cual originará después, en varios pasos, en dos isoprenos activados necesario para la síntesis de terpenos y esteroides. La HMG-CoA viene de la condensación de acetoacetil-CoA y o acetil-CoA catalizada por la HMG-CoA sintasa.

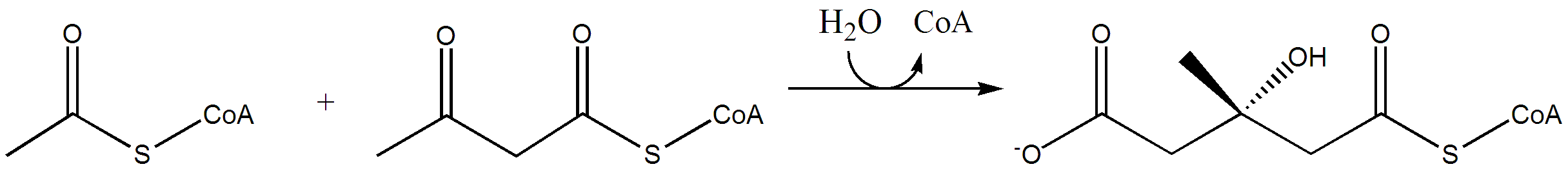
Formación de HMG-CoA

Después la HMG-CoA pierde la coenzima y se reduce dando lugar a mevalonato por la acción de la enzima HMG-CoA reductasa localizada en el retículo endoplasmático, con gasto de NADPH. Esta última reacción es la etapa limitante de velocidad, y es el punto de regulación en la ruta del colesterol.
Una vez sintetizado el mevalonato, comienza la segunda fase fosforilando el mevalonato en el grupo hidroxi del C-5.

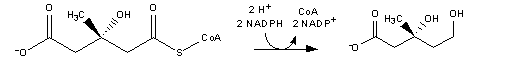
Formación de mevalonato a partir de HMG-CoA

## Formación de cuerpos cetónicos
En los humanos y en la mayoría de los mamíferos, el acetil-CoA formado en el hígado durante la β-oxidación de los ácidos grasos puede entrar en el ciclo de Krebs o puede ser convertido en cuerpos cetónicos (acetoacetato, acetona y D-β-hidroxibutirato) para ser exportados a otros tejidos.

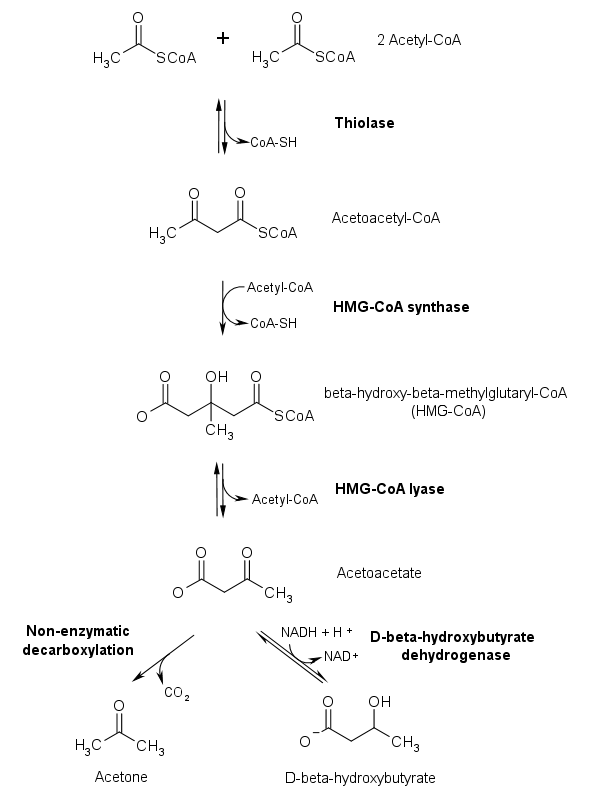
Formación de cuerpos cetónicos

El primer paso de la formación de estos compuestos es la síntesis del HMG-CoA a partir de acetoacetil-CoA y acetil-CoA de manera similar a la que ya se ha comentado para la ruta del mevalonato. El HMG-CoA se puede romper por la acción de la enzima HMG-CoA liasa formando acetoacetato y acetil-CoA. El acetoacetato es reducido reversiblemente a D-β-hidroxibutirato por acción de la enzima D-β-hidroxibutiratodeshidrogenasa; y además, puede ser descarboxilado por la acción de la enzima acetoacetato descarboxilasa (o incluso espontáneamente, sin necesidad de la enzima) formándose acetona.